# Herdabrev
Herdabrev kallas en skrift som en biskop skriver till prästerna i sitt stift, vanligen vid sitt ämbetstillträde. Ett herdabrev kan ta flera år att skriva och trycks ofta då som en bok som främst riktar sig till stiftets präster, diakoner, anställda och förtroendevalda.
Herdabrev finns även inom EU-förvaltningen. Där skickas brevet av den stats- eller regeringschef som för tillfället agerar ordförande. Det sänds inför ett möte med Europeiska unionens råd till övriga stats- och regeringschefer som ska närvara vid mötet samt till EU-kommissionens ordförande. Detta brev är en inbjudan till mötet och en redogörelse för vad man kommer att ta upp.